# Marcus Thornton (ur. 1993)
Marcus Thornton (ur. 9 lutego 1993) – amerykański koszykarz, występujący na pozycji rzucającego obrońcy, obecnie zawodnik Niners Chemnitz. 
W 2011 został wybrany najlepszym zawodnikiem szkół średnich stanu Maryland.
W 2015 roku został wybrany z 45 numerem draftu NBA przez Boston Celtics. Aktualnie zawodnik Sydney Kings.
22 lipca 2015 podpisał umowę z australijskim klubem Sydney Kings.
22 lutego 2018 zawarł 10-dniowy kontrakt z Cleveland Cavaliers. Nie rozegrał w barwach drużyny z Ohio żadnego spotkania, po czym po upływie umowy powrócił do Canton Charge.
4 lipca 2019 został zawodnikiem francuskiego ES Chalon-Sur-Saone.
28 lipca 2020 dołączył do Niners Chemnitz, występującego w II lidze niemieckiej (Pro A).

## Osiągnięcia
Stan na 28 lipca 2020, na podstawie, o ile nie znaleziono inaczej.
NCAA
- Mistrz sezonu regularnego konferencji Colonial Athletic Association (2015)
- Zawodnik roku CAA (2015)[7]
- Zaliczony do:
  - składu Honorable Mention All-American (2015 przez Associated Press)
  - I składuL
    - CAA (2014, 2015)
    - debiutantów CAA (2012)
    - turnieju CAA (2014, 2015)

  - II składu CAA (2013)
- Lider strzelców wszech czasów uczelni William & Mary's (2178)
- Uczelnia  William & Mary zastrzegła należący do niego numer 3

Reprezentacja
- Uczestnik kwalifikacji do mistrzostw świata (2017)